# Ida Stolz

Ida Stolz

Ida Carolina Stolz, geb. Bondy, (* 27. September 1841 in Graz; † 16. April 1903 ebenda) war eine österreichische Pianistin.

## Leben und Karriere
Ida Carolina Bondy war die Tochter von Leopold Bondy und Pauline Edle von Vernay. Ihre Schwester war Emma Ritter-Bondy (1838–1894), Pianistin in Schottland. 1862 heiratete Ida Bondy den Grazer Komponisten und Musikpädagogen Jakob Stolz. Robert Stolz und Leopold Stolz waren ihre Söhne.
Ida Stolz war diplomierte Konzertpianistin. Sie war als Musiklehrerin und Konzertpianistin tätig. Ida Stolz unterrichtete Klavierspiel an der konzessionierten Musikschule ihres Ehemanns Jakob Stolz, die in der Grazer Schmied-Gasse Nr. 26, im ehemaligen Gräflich-Wurmbrandschen Palais, untergebracht war. Ida Stolz leitete die Musikschule gemeinsam mit ihrem Mann und übernahm dort die kaufmännische Seite der Verwaltung, wie die Buchführung und die Erstellung der Rechnungen für die Musikschüler.
Sie galt im Musikleben von Graz als „gefeierte Konzertpianistin“. Der Kommunikationswissenschaftler und Publizist Eugen Semrau, Verfasser einer neueren Biographie über Robert Stolz, bezeichnet Ida Stolz als „renommierte Konzertpianistin“.
Ida Stolz wurde innerhalb der Familie Stolz als Erste auf die musikalische Begabung ihres Sohnes Robert aufmerksam, förderte bereits im frühesten Kindesalter sein Talent und erteilte ihm den ersten Musikunterricht; von ihr lernte Robert Stolz das Klavierspiel.
Robert Stolz äußerte sich später über den Einfluss seiner Mutter auf seine musikalische Erziehung wie folgt: „Ich verdanke meiner Mutter alles. Zu all der Liebe, die sie mir so reich geschenkt hat, erweckte sie in mir die Liebe zur Musik und gab mir die ersten Klavierstunden, wobei sie mein kompositorisches Talent früh erkannte und mir beibrachte, all das, was ich in meiner Vorstellungskraft sah, in Musik auszudrücken.“